# لايرفيك
لايرفيك (بالإنجليزية: Leirvik)‏ هي مدينة في مقاطعة هوردالاند في النرويج.
يبلغ عدد سكانها حوالي 11,342 نسمة.